# Dahliphora zaitzevi
Dahliphora zaitzevi är en tvåvingeart som beskrevs av Mikhailovskaya 2002. Dahliphora zaitzevi ingår i släktet Dahliphora och familjen puckelflugor. Inga underarter finns listade i Catalogue of Life.